# Earth, Wind and Fire/Diskografie
Diese Diskografie ist eine Übersicht über die musikalischen Werke der US-amerikanischen Soul- und Funk-Band Earth, Wind and Fire. Den Schallplattenauszeichnungen zufolge hat sie bisher mehr als 47,5 Millionen Tonträger verkauft, davon alleine in ihrer Heimat über 38,2 Millionen. Ihre erfolgreichste Veröffentlichung ist die Single September mit über 10,8 Millionen verkauften Einheiten.

## Alben

### Studioalben
| Jahr | Titel Musiklabel                             | Höchstplatzierung, Gesamtwochen, AuszeichnungChartplatzierungen (Jahr, Titel, Musiklabel, Platzierungen, Wochen, Auszeichnungen, Anmerkungen) | Höchstplatzierung, Gesamtwochen, AuszeichnungChartplatzierungen (Jahr, Titel, Musiklabel, Platzierungen, Wochen, Auszeichnungen, Anmerkungen) | Höchstplatzierung, Gesamtwochen, AuszeichnungChartplatzierungen (Jahr, Titel, Musiklabel, Platzierungen, Wochen, Auszeichnungen, Anmerkungen) | Höchstplatzierung, Gesamtwochen, AuszeichnungChartplatzierungen (Jahr, Titel, Musiklabel, Platzierungen, Wochen, Auszeichnungen, Anmerkungen) | Höchstplatzierung, Gesamtwochen, AuszeichnungChartplatzierungen (Jahr, Titel, Musiklabel, Platzierungen, Wochen, Auszeichnungen, Anmerkungen) | Höchstplatzierung, Gesamtwochen, AuszeichnungChartplatzierungen (Jahr, Titel, Musiklabel, Platzierungen, Wochen, Auszeichnungen, Anmerkungen) | Anmerkungen |
| Jahr | Titel Musiklabel                             | DE | AT | CH | UK | US | R&B | Anmerkungen |
| ---- | -------------------------------------------- | --- | --- | --- | --- | --- | --- | --- |
| 1970 | Earth, Wind & Fire Warner Music Group        | — | — | — | — | US172 (13 Wo.)US | R&B24 (17 Wo.)R&B | Erstveröffentlichung: Februar 1971                                                                                 |
| 1971 | The Need of Love Warner Music Group          | — | — | — | — | US89 (13 Wo.)US | R&B35 (9 Wo.)R&B | Erstveröffentlichung: November 1971                                                                                |
| 1972 | Last Days and Time Columbia Records          | — | — | — | — | US87 (25 Wo.)US | R&B15 (31 Wo.)R&B | Erstveröffentlichung: November 1972                                                                                |
| 1973 | Head to the Sky Columbia Records             | — | — | — | — | US27 Platin · (71 Wo.)US | R&B2 (49 Wo.)R&B | Erstveröffentlichung: Mai 1973                                                                                     |
| 1974 | Open Our Eyes Columbia Records               | — | — | — | — | US15 Platin · (37 Wo.)US | R&B1 (38 Wo.)R&B | Erstveröffentlichung: 25. März 1974                                                                                |
| 1975 | That’s the Way of the World Columbia Records | — | — | — | — | US1 ×3Dreifachplatin · (55 Wo.)US | R&B1 (33 Wo.)R&B | Erstveröffentlichung: 15. März 1975 Soundtrack zum gleichnamigen Film Platz 486 der Rolling-Stone-500              |
| 1976 | Spirit Columbia Records                      | — | — | — | — | US2 ×2Doppelplatin · (30 Wo.)US | R&B2 (28 Wo.)R&B | Erstveröffentlichung: September 1976                                                                               |
| 1977 | All ’n All Columbia Records                  | — | — | — | UK13 Silber · (23 Wo.)UK | US3 ×3Dreifachplatin · (47 Wo.)US | R&B1 (38 Wo.)R&B | Erstveröffentlichung: 21. November 1977 Grammy Award for Best R&B Performance by a Duo or Group with Vocals (1979) |
| 1979 | I Am American Record Company                 | DE20 (18 Wo.)DE | — | — | UK5 Platin · (41 Wo.)UK | US3 ×2Doppelplatin · (38 Wo.)US | R&B1 (37 Wo.)R&B | Erstveröffentlichung: 8. Juni 1979                                                                                 |
| 1980 | Faces American Record Company                | DE46 (5 Wo.)DE | — | — | UK10 (6 Wo.)UK | US10 Gold · (21 Wo.)US | R&B2 (22 Wo.)R&B | Erstveröffentlichung: 14. Oktober 1980                                                                             |
| 1981 | Raise! American Record Company               | DE30 (23 Wo.)DE | — | CH— GoldCH | UK14 Gold · (22 Wo.)UK | US5 Platin · (25 Wo.)US | R&B1 (29 Wo.)R&B | Erstveröffentlichung: 23. Oktober 1981                                                                             |
| 1983 | Powerlight Columbia Records                  | DE13 (13 Wo.)DE | — | — | UK22 (6 Wo.)UK | US12 Gold · (21 Wo.)US | R&B4 (25 Wo.)R&B | Erstveröffentlichung: 3. Februar 1983                                                                              |
| 1983 | Electric Universe Columbia Records           | DE37 (3 Wo.)DE | — | CH22 (2 Wo.)CH | — | US40 (16 Wo.)US | R&B8 (21 Wo.)R&B | Erstveröffentlichung: 4. November 1983                                                                             |
| 1987 | Touch the World Columbia Records             | DE42 (3 Wo.)DE | — | CH25 (2 Wo.)CH | — | US33 Gold · (28 Wo.)US | R&B3 (31 Wo.)R&B | Erstveröffentlichung: Oktober 1987                                                                                 |
| 1990 | Heritage Columbia Records                    | DE39 (10 Wo.)DE | — | — | — | US70 (11 Wo.)US | R&B19 (20 Wo.)R&B | Erstveröffentlichung: Januar 1990                                                                                  |
| 1993 | Millennium Reprise Records                   | — | — | — | — | US39 (11 Wo.)US | R&B8 (24 Wo.)R&B | Erstveröffentlichung: 14. September 1993                                                                           |
| 1997 | In the Name of Love Rhino Records            | — | — | — | — | — | R&B50 (11 Wo.)R&B | Erstveröffentlichung: 24. Juli 1996; als Avatar in Japan                                                           |
| 2003 | The Promise Kalimba Records                  | — | — | — | — | US89 (4 Wo.)US | R&B19 (9 Wo.)R&B | Erstveröffentlichung: 20. Mai 2003                                                                                 |
| 2005 | Illumination Sanctuary Records               | — | — | — | — | US32 (6 Wo.)US | R&B8 (19 Wo.)R&B | Erstveröffentlichung: 20. September 2005                                                                           |
| 2013 | Now, Then & Forever Legacy Recordings        | DE55 (1 Wo.)DE | AT75 (1 Wo.)AT | CH85 (1 Wo.)CH | UK25 Gold · (3 Wo.)UK | US11 (5 Wo.)US | R&B6 (11 Wo.)R&B | Erstveröffentlichung: 10. September 2013                                                                           |
| 2014 | Holiday Legacy Recordings                    | — | — | — | — | — | R&B26 (10 Wo.)R&B | Erstveröffentlichung: 21. Oktober 2014 Weihnachtsalbum                                                             |

grau schraffiert: keine Chartdaten aus diesem Jahr verfügbar

### Livealben
| Jahr | Titel Musiklabel                 | Höchstplatzierung, Gesamtwochen, AuszeichnungChartplatzierungen (Jahr, Titel, Musiklabel, Platzierungen, Wochen, Auszeichnungen, Anmerkungen) | Höchstplatzierung, Gesamtwochen, AuszeichnungChartplatzierungen (Jahr, Titel, Musiklabel, Platzierungen, Wochen, Auszeichnungen, Anmerkungen) | Höchstplatzierung, Gesamtwochen, AuszeichnungChartplatzierungen (Jahr, Titel, Musiklabel, Platzierungen, Wochen, Auszeichnungen, Anmerkungen) | Höchstplatzierung, Gesamtwochen, AuszeichnungChartplatzierungen (Jahr, Titel, Musiklabel, Platzierungen, Wochen, Auszeichnungen, Anmerkungen) | Höchstplatzierung, Gesamtwochen, AuszeichnungChartplatzierungen (Jahr, Titel, Musiklabel, Platzierungen, Wochen, Auszeichnungen, Anmerkungen) | Höchstplatzierung, Gesamtwochen, AuszeichnungChartplatzierungen (Jahr, Titel, Musiklabel, Platzierungen, Wochen, Auszeichnungen, Anmerkungen) | Anmerkungen                             |
| Jahr | Titel Musiklabel                 | DE | AT | CH | UK | US | R&B | Anmerkungen                             |
| ---- | -------------------------------- | --- | --- | --- | --- | --- | --- | --------------------------------------- |
| 1975 | Gratitude Columbia Records       | — | — | — | — | US1 ×3Dreifachplatin · (54 Wo.)US | R&B1 (29 Wo.)R&B | Erstveröffentlichung: 11. November 1975 |
| 1996 | Greatest Hits Live Rhino Records | — | — | — | — | — | R&B75 (3 Wo.)R&B | Erstveröffentlichung: 29. Oktober 1996  |

grau schraffiert: keine Chartdaten aus diesem Jahr verfügbar
Weitere Livealben
- 1995: Live in Velfarre (Cutting Edge)
- 2002: That’s the Way of the World: Alive in ’75 (Legacy Recordings)
- 2002: Live in Rio (Kalimba Records)

### Kompilationen
| Jahr | Titel Musiklabel                                            | Höchstplatzierung, Gesamtwochen, AuszeichnungChartplatzierungen (Jahr, Titel, Musiklabel, Platzierungen, Wochen, Auszeichnungen, Anmerkungen) | Höchstplatzierung, Gesamtwochen, AuszeichnungChartplatzierungen (Jahr, Titel, Musiklabel, Platzierungen, Wochen, Auszeichnungen, Anmerkungen) | Höchstplatzierung, Gesamtwochen, AuszeichnungChartplatzierungen (Jahr, Titel, Musiklabel, Platzierungen, Wochen, Auszeichnungen, Anmerkungen) | Höchstplatzierung, Gesamtwochen, AuszeichnungChartplatzierungen (Jahr, Titel, Musiklabel, Platzierungen, Wochen, Auszeichnungen, Anmerkungen) | Höchstplatzierung, Gesamtwochen, AuszeichnungChartplatzierungen (Jahr, Titel, Musiklabel, Platzierungen, Wochen, Auszeichnungen, Anmerkungen) | Höchstplatzierung, Gesamtwochen, AuszeichnungChartplatzierungen (Jahr, Titel, Musiklabel, Platzierungen, Wochen, Auszeichnungen, Anmerkungen) | Anmerkungen |
| Jahr | Titel Musiklabel                                            | DE | AT | CH | UK | US | R&B | Anmerkungen |
| ---- | ----------------------------------------------------------- | --- | --- | --- | --- | --- | --- | --- |
| 1974 | Another Time Warner Music Group                             | — | — | — | — | US97 (10 Wo.)US | R&B29 (10 Wo.)R&B | Wiederveröffentlichung von Earth, Wind & Fire (1971) und The Need of Love (1972) Erstveröffentlichung: 7. September 1974 |
| 1978 | The Best Of – Vol. 1 ARC/Columbia Records                   | DE28 (24 Wo.)DE | — | — | UK6 Platin · (42 Wo.)UK | US6 ×5Fünffachplatin · (60 Wo.)US | R&B3 (21 Wo.)R&B | Erstveröffentlichung: 23. November 1978                                                                                  |
| 1986 | The Collection K-Tel                                        | — | — | — | UK5 Gold · (13 Wo.)UK | — | — | Erstveröffentlichung: 1986                                                                                               |
| 1988 | The Best Of – Vol. 2 Columbia Records                       | — | — | — | — | US190 Gold · (4 Wo.)US | R&B74 (5 Wo.)R&B | Erstveröffentlichung: 30. Mai 1988                                                                                       |
| 1992 | The Very Best Of Telstar                                    | DE18 (18 Wo.)DE | — | — | UK40 (6 Wo.)UK | — | — | Erstveröffentlichung: 1992                                                                                               |
| 1996 | Boogie Wonderland: The Very Best Of Telstar                 | — | — | — | UK29 (5 Wo.)UK | — | — | Erstveröffentlichung: 2. September 1996                                                                                  |
| 1998 | Greatest Hits Sony                                          | — | — | CH89 (1 Wo.)CH | — | — | — | Erstveröffentlichung: 3. November 1998 Charteinstieg CH: 14. Februar 2016                                                |
| 1999 | The Ultimate Collection Concept Records                     | — | — | — | UK34 (6 Wo.)UK | — | — | Erstveröffentlichung: 6. September 1999                                                                                  |
| 2002 | The Essential Legacy Recordings                             | — | — | — | — | US— GoldUS | R&B91 (1 Wo.)R&B | Erstveröffentlichung: 30. Juli 2002                                                                                      |
| 2008 | Playlist: The Very Best Of Legacy Recordings                | — | — | — | — | — | R&B89 (1 Wo.)R&B | Erstveröffentlichung: 7. November 2008                                                                                   |
| 2010 | The Greatest Hits Sony Music Entertainment                  | — | — | — | UK9 Gold · (8 Wo.)UK | US40 (40 Wo.)US | — | Erstveröffentlichung: 19. Juli 2010                                                                                      |
| 2013 | S. O. U. L.: Earth, Wind & Fire Sony Music Special Products | — | — | — | — | — | R&B69 (4 Wo.)R&B | Erstveröffentlichung: 11. Juni 2013                                                                                      |

grau schraffiert: keine Chartdaten aus diesem Jahr verfügbar
Weitere Kompilationen
- 1996: Elements of Love: Ballads (Columbia Records)
- 1997: Let’s Groove – The Best Of (Columbia Records, UK: Gold)
- 1998: Greatest Hits (Columbia Records/Legacy)
- 2004: Love Songs (Legacy Recordings)
- 2006: Beautiful Ballads (Legacy Recordings)
- 2009: The Music Of (Sony Music Entertainment)
- 2017: The Real... Earth, Wind & Fire (The Ultimate Collection) (Columbia)

### EPs
| Jahr | Titel Musiklabel                                                 | Höchstplatzierung, Gesamtwochen, AuszeichnungChartplatzierungen (Jahr, Titel, Musiklabel, Platzierungen, Wochen, Auszeichnungen, Anmerkungen) | Höchstplatzierung, Gesamtwochen, AuszeichnungChartplatzierungen (Jahr, Titel, Musiklabel, Platzierungen, Wochen, Auszeichnungen, Anmerkungen) | Höchstplatzierung, Gesamtwochen, AuszeichnungChartplatzierungen (Jahr, Titel, Musiklabel, Platzierungen, Wochen, Auszeichnungen, Anmerkungen) | Höchstplatzierung, Gesamtwochen, AuszeichnungChartplatzierungen (Jahr, Titel, Musiklabel, Platzierungen, Wochen, Auszeichnungen, Anmerkungen) | Höchstplatzierung, Gesamtwochen, AuszeichnungChartplatzierungen (Jahr, Titel, Musiklabel, Platzierungen, Wochen, Auszeichnungen, Anmerkungen) | Höchstplatzierung, Gesamtwochen, AuszeichnungChartplatzierungen (Jahr, Titel, Musiklabel, Platzierungen, Wochen, Auszeichnungen, Anmerkungen) | Anmerkungen |
| Jahr | Titel Musiklabel                                                 | DE | AT | CH | UK | US | R&B | Anmerkungen |
| ---- | ---------------------------------------------------------------- | --- | --- | --- | --- | --- | --- | --- |
| 2002 | The Essential Earth Wind & Fire – Remix Sampler Columbia Records | — | — | — | UK81 (1 Wo.)UK | — | — | Erstveröffentlichung: 2002 enthält zwei Remixe von Restless Soul und Masters at Work, in den Singlecharts platziert |

## Singles
| Jahr | Titel Album                                                 | Höchstplatzierung, Gesamtwochen, AuszeichnungChartplatzierungen (Jahr, Titel, Album, Platzierungen, Wochen, Auszeichnungen, Anmerkungen) | Höchstplatzierung, Gesamtwochen, AuszeichnungChartplatzierungen (Jahr, Titel, Album, Platzierungen, Wochen, Auszeichnungen, Anmerkungen) | Höchstplatzierung, Gesamtwochen, AuszeichnungChartplatzierungen (Jahr, Titel, Album, Platzierungen, Wochen, Auszeichnungen, Anmerkungen) | Höchstplatzierung, Gesamtwochen, AuszeichnungChartplatzierungen (Jahr, Titel, Album, Platzierungen, Wochen, Auszeichnungen, Anmerkungen) | Höchstplatzierung, Gesamtwochen, AuszeichnungChartplatzierungen (Jahr, Titel, Album, Platzierungen, Wochen, Auszeichnungen, Anmerkungen) | Höchstplatzierung, Gesamtwochen, AuszeichnungChartplatzierungen (Jahr, Titel, Album, Platzierungen, Wochen, Auszeichnungen, Anmerkungen) | Anmerkungen | [↑]: gemeinsam behandelt mit vorhergehendem Eintrag; [←]: in beiden Charts platziert |
| Jahr | Titel Album                                                 | DE | AT | CH | UK | US | R&B | Anmerkungen |                                                                                      |
| ---- | ----------------------------------------------------------- | --- | --- | --- | --- | --- | --- | --- | ------------------------------------------------------------------------------------ |
| 1971 | Love Is Life Earth, Wind & Fire                             | — | — | — | — | US93 (5 Wo.)US | R&B43 (5 Wo.)R&B | Erstveröffentlichung: Mai 1971                                                                                   |                                                                                      |
| 1972 | I Think About Lovin’ You The Need of Love                   | — | — | — | — | — | R&B44 (3 Wo.)R&B | Erstveröffentlichung: 1. Januar 1972                                                                             |                                                                                      |
| 1973 | Evil Head to the Sky                                        | — | — | — | — | US50 (11 Wo.)US | R&B25 (11 Wo.)R&B | Erstveröffentlichung: 22. Juni 1973                                                                              |                                                                                      |
| 1973 | Keep Your Head to the Sky Head to the Sky                   | — | — | — | — | US52 (11 Wo.)US | R&B23 (13 Wo.)R&B | Erstveröffentlichung: 11. Oktober 1973                                                                           |                                                                                      |
| 1974 | Mighty Mighty Open Our Eyes                                 | — | — | — | — | US29 (15 Wo.)US | R&B4 (17 Wo.)R&B | Erstveröffentlichung: 1. Februar 1974                                                                            |                                                                                      |
| 1974 | Kalimba Story Open Our Eyes                                 | — | — | — | — | US55 (9 Wo.)US | R&B6 (13 Wo.)R&B | Erstveröffentlichung: 14. Juni 1974                                                                              |                                                                                      |
| 1974 | Devotion Open Our Eyes                                      | — | — | — | — | US33 (7 Wo.)US | R&B23 (11 Wo.)R&B | Erstveröffentlichung: 3. September 1974                                                                          |                                                                                      |
| 1974 | Hot Dawgit –                                                | — | — | — | — | US50 (6 Wo.)US | R&B61 (11 Wo.)R&B | Erstveröffentlichung: 7. Oktober 1974 mit Ramsey Lewis                                                           |                                                                                      |
| 1974 | Sun Goddess Gratitude[DE: ↑][AT: ↑][CH: ↑][UK: ↑]           | — | — | — | — | US44 (7 Wo.)US | R&B20 (12 Wo.)R&B | mit Ramsey Lewis B-Seite von Hot Dawgit                                                                          |                                                                                      |
| 1975 | Shining Star That’s the Way of the World                    | — | — | — | — | US1 Gold · (20 Wo.)US | R&B1 (16 Wo.)R&B | Erstveröffentlichung: 21. Januar 1975 Grammy Award for Best R&B Performance by a Duo or Group with Vocals (1976) |                                                                                      |
| 1975 | That’s the Way of the World                                 | — | — | — | — | US12 (16 Wo.)US | R&B5 (14 Wo.)R&B | Erstveröffentlichung: 17. Juni 1975                                                                              |                                                                                      |
| 1975 | Sing a Song Gratitude                                       | — | — | — | — | US5 Gold · (17 Wo.)US | R&B1 (18 Wo.)R&B | Erstveröffentlichung: November 1975                                                                              |                                                                                      |
| 1976 | Can’t Hide Love Gratitude                                   | — | — | — | — | US39 (9 Wo.)US | R&B11 (13 Wo.)R&B | Erstveröffentlichung: 16. März 1976                                                                              |                                                                                      |
| 1976 | Getaway Spirit                                              | — | — | — | — | US12 Gold · (19 Wo.)US | R&B1 (17 Wo.)R&B | Erstveröffentlichung: 7. Juli 1976                                                                               |                                                                                      |
| 1976 | Saturday Nite Spirit                                        | — | — | — | UK17 (9 Wo.)UK | US21 (15 Wo.)US | R&B4 (16 Wo.)R&B | Erstveröffentlichung: 13. November 1976                                                                          |                                                                                      |
| 1977 | On Your Face Spirit                                         | — | — | — | — | — | R&B26 (11 Wo.)R&B | Erstveröffentlichung: 6. April 1977                                                                              |                                                                                      |
| 1977 | Serpentine Fire All ’n All                                  | — | — | — | — | US13 (18 Wo.)US | R&B1 (20 Wo.)R&B | Erstveröffentlichung: 15. Oktober 1977                                                                           |                                                                                      |
| 1978 | Fantasy All ’n All                                          | — | — | — | UK14 Silber · (10 Wo.)UK | US32 (15 Wo.)US | R&B12 (13 Wo.)R&B | Erstveröffentlichung: 20. Januar 1978                                                                            |                                                                                      |
| 1978 | Jupiter All ’n All                                          | — | — | — | UK41 (5 Wo.)UK | — | — | Erstveröffentlichung: 14. April 1978                                                                             |                                                                                      |
| 1978 | Magic Mind All ’n All                                       | — | — | — | UK54 (5 Wo.)UK | — | — | Erstveröffentlichung: 7. Juli 978                                                                                |                                                                                      |
| 1978 | Got to Get You into My Life The Best Of – Vol. 1            | — | — | — | UK33 (7 Wo.)UK | US9 Gold · (13 Wo.)US | R&B1 (16 Wo.)R&B | Erstveröffentlichung: 14. Juli 1978                                                                              |                                                                                      |
| 1978 | September The Best Of – Vol. 1                              | DE20 Platin · (15 Wo.)DE | — | — | UK3 ×4Vierfachplatin · (17 Wo.)UK | US8 ×6Gold + Sechsfachplatin (Digital) · (17 Wo.)US                                                                                      | R&B1 (17 Wo.)R&B | Erstveröffentlichung: November 1978 Verkäufe: + 10.800.000                                                       |                                                                                      |
| 1979 | Boogie Wonderland I Am                                      | DE25 (11 Wo.)DE | — | — | UK4 Platin · (13 Wo.)UK | US6 Gold · (16 Wo.)US | R&B2 (13 Wo.)R&B | Erstveröffentlichung: 20. März 1979 feat. The Emotions Grammy Award for Best R&B Instrumental Performance (1980) |                                                                                      |
| 1979 | After the Love Has Gone I Am                                | — | — | — | UK4 Silber · (10 Wo.)UK | US2 Gold · (17 Wo.)US | R&B2 (17 Wo.)R&B | Erstveröffentlichung: 12. Juli 1979 Grammy Award for Best R&B Performance by a Duo or Group with Vocals (1980)   |                                                                                      |
| 1979 | Star I Am                                                   | — | — | — | UK16 (8 Wo.)UK | US64 (6 Wo.)US | R&B47 (7 Wo.)R&B | Erstveröffentlichung: 21. September 1979                                                                         |                                                                                      |
| 1979 | In the Stone I Am                                           | — | — | — | UK53 (3 Wo.)UK | US58 (7 Wo.)US | R&B23 (10 Wo.)R&B | Erstveröffentlichung: 30. September 1979                                                                         |                                                                                      |
| 1979 | Can’t Let Go I Am                                           | — | — | — | UK46 (7 Wo.)UK | — | — | Erstveröffentlichung: 30. November 1979                                                                          |                                                                                      |
| 1980 | Let Me Talk Faces                                           | — | — | — | UK29 (5 Wo.)UK | US44 (9 Wo.)US | R&B8 (12 Wo.)R&B | Erstveröffentlichung: 5. September 1980                                                                          |                                                                                      |
| 1980 | You Faces                                                   | — | — | — | — | US48 (12 Wo.)US | R&B10 (13 Wo.)R&B | Erstveröffentlichung: 14. November 1980                                                                          |                                                                                      |
| 1980 | Back on the Road Faces                                      | — | — | — | UK63 (4 Wo.)UK | — | — | Erstveröffentlichung: 28. November 1980                                                                          |                                                                                      |
| 1981 | And Love Goes On Faces                                      | — | — | — | — | US59 (7 Wo.)US | R&B15 (11 Wo.)R&B | Erstveröffentlichung: 12. Januar 1981                                                                            |                                                                                      |
| 1981 | Let’s Groove Raise!                                         | — | — | — | UK3 Silber + Platin (Digital) · (13 Wo.)UK                                                                                               | US3 Gold · (24 Wo.)US | R&B1 (22 Wo.)R&B | Erstveröffentlichung: September 1981                                                                             |                                                                                      |
| 1982 | Wanna Be With You Raise!                                    | — | — | — | — | US51 (7 Wo.)US | R&B15 (11 Wo.)R&B | Erstveröffentlichung: 19. Januar 1982 Grammy Award for Best R&B Performance by a Duo or Group with Vocals (1983) |                                                                                      |
| 1982 | I’ve Had Enough Raise!                                      | — | — | — | UK29 (6 Wo.)UK | — | — | Erstveröffentlichung: Januar 1982                                                                                |                                                                                      |
| 1982 | Fall in Love with Me Powerlight                             | DE42 (8 Wo.)DE | — | — | UK47 (5 Wo.)UK | US17 (16 Wo.)US | R&B4 (17 Wo.)R&B | Erstveröffentlichung: November 1982                                                                              |                                                                                      |
| 1983 | Side by Side Powerlight                                     | — | — | — | — | US76 (4 Wo.)US | R&B15 (11 Wo.)R&B | Erstveröffentlichung: 19. April 1983                                                                             |                                                                                      |
| 1983 | Spread Your Love Powerlight                                 | — | — | — | — | — | R&B57 (8 Wo.)R&B | Erstveröffentlichung: 24. Juni 1983                                                                              |                                                                                      |
| 1983 | Magnetic Electric Universe                                  | — | — | — | UK92 (2 Wo.)UK | US57 (9 Wo.)US | R&B10 (14 Wo.)R&B | Erstveröffentlichung: November 1983                                                                              |                                                                                      |
| 1984 | Touch Electric Universe                                     | — | — | — | — | — | R&B23 (11 Wo.)R&B | Erstveröffentlichung: Januar 1984                                                                                |                                                                                      |
| 1984 | Moonwalk Electric Universe                                  | — | — | — | — | — | R&B67 (6 Wo.)R&B | Erstveröffentlichung: April 1984                                                                                 |                                                                                      |
| 1986 | Boogie Wonderland 1986 The Collection                       | — | — | — | UK97 (1 Wo.)UK | — | — | Erstveröffentlichung: 1986                                                                                       |                                                                                      |
| 1987 | System of Survival Touch the World                          | — | — | — | UK54 (4 Wo.)UK | US60 (13 Wo.)US | R&B1 (15 Wo.)R&B | Erstveröffentlichung: Oktober 1987                                                                               |                                                                                      |
| 1987 | You & I Touch the World                                     | — | — | — | — | — | R&B29 (9 Wo.)R&B | Erstveröffentlichung: 4. Dezember 1987                                                                           |                                                                                      |
| 1988 | Thinking of You Touch the World                             | — | — | — | UK94 (1 Wo.)UK | US67 (8 Wo.)US | R&B3 (12 Wo.)R&B | Erstveröffentlichung: Januar 1988                                                                                |                                                                                      |
| 1988 | Evil Roy Touch the World                                    | — | — | — | — | — | R&B22 (10 Wo.)R&B | Erstveröffentlichung: 25. März 1988                                                                              |                                                                                      |
| 1988 | Turn On (The Beat Box) Caddyshack II OST                    | — | — | — | — | — | R&B26 (10 Wo.)R&B | Erstveröffentlichung: 1988                                                                                       |                                                                                      |
| 1990 | Heritage                                                    | — | — | — | — | — | R&B5 (12 Wo.)R&B | Erstveröffentlichung: März 1990 feat. The Boys                                                                   |                                                                                      |
| 1990 | For the Love of You Heritage                                | — | — | — | — | — | R&B19 (11 Wo.)R&B | Erstveröffentlichung: Mai 1990 feat. MC Hammer                                                                   |                                                                                      |
| 1990 | Wanna Be the Man Heritage                                   | — | — | — | — | — | R&B46 (6 Wo.)R&B | Erstveröffentlichung: 21. September 1990 feat. MC Hammer                                                         |                                                                                      |
| 1993 | Sunday Morning Millennium                                   | DE75 (5 Wo.)DE | — | — | — | US53 (10 Wo.)US | R&B20 (18 Wo.)R&B | Erstveröffentlichung: August 1993                                                                                |                                                                                      |
| 1993 | Spend the Night Millennium                                  | — | — | — | — | — | R&B42 (14 Wo.)R&B | Erstveröffentlichung: 28. November 1993                                                                          |                                                                                      |
| 1994 | Two Hearts Millennium                                       | — | — | — | — | — | R&B88 (4 Wo.)R&B | Erstveröffentlichung: 1994                                                                                       |                                                                                      |
| 1997 | Revolution In the Name of Love                              | — | — | — | — | — | R&B89 (3 Wo.)R&B | Erstveröffentlichung: 1997                                                                                       |                                                                                      |
| 1999 | September ’99 (Phats & Small Remix) The Ultimate Collection | DE40 (9 Wo.)DE | — | CH33 (7 Wo.)CH | — | — | — | Erstveröffentlichung: 1999                                                                                       |                                                                                      |
| 2003 | All in the Way The Promise                                  | — | — | — | — | — | R&B77 (8 Wo.)R&B | Erstveröffentlichung: Mai 2003 feat. The Emotions                                                                |                                                                                      |
| 2005 | Pure Gold Illumination                                      | — | — | — | — | — | R&B76 (10 Wo.)R&B | Erstveröffentlichung: 2005                                                                                       |                                                                                      |
| 2006 | To You Illumination                                         | — | — | — | — | — | R&B71 (11 Wo.)R&B | Erstveröffentlichung: 2006 feat. Brian McKnight                                                                  |                                                                                      |

grau schraffiert: keine Chartdaten aus diesem Jahr verfügbar
Weitere Singles
- 1971: Fan the Fire
- 1971: Help Somebody
- 1971: C’mon Children
- 1972: Mom
- 1975: Reasons
- 1978: Runnin’ (Grammy Award for Best R&B Instrumental Performance (1979))
- 1979: Love Music
- 1980: Back on the Road
- 1980: Caras/Chispa
- 1981: The Changing Time
- 1982: Steppin’ Out/Fall in Love with Me (Split-Single mit Joe Jackson)
- 1983: Moonwalk
- 1983: Electric Nation
- 1983: We’re Living in Our Own Time
- 1987: System of Survival/Rain in the Summertime (Split mit The Alarm)
- 1989: Megamix
- 1989: The Medley
- 1997: When Love Goes Wrong (feat. Philip Bailey & Maurice White)
- 1998: Shining Star (Sunz of Man feat. Ol’ Dirty Bastard & Earth, Wind & Fire)
- 1999: Remix 2000
- 1999: Boogie Wonderland ’99
- 2000: Boogie Wonderland 2K (Earth, Wind & Fire meets Tiefschwarz)
- 2000: Fantasy (Remix)
- 2003: Never (Sunaga T Experience Remix)
- 2004: All in the Way (Earth, Wind & Fire vs. Jay Séalee)
- 2004: Never (Earth, Wind & Fire vs. Jay Séalee)
- 2004: Runnin' (Benji Candelario Mixes)
- 2004: Moment of Truth/Somebody in the World for You (Split mit The Mighty Hannibal)
- 2005: Show Me the Way (feat. Raphael Saadiq)
- 2005: Elevated
- 2007: Boogie Wonderland (vs. Bimbo Jones)

## Videoalben
- 1975: That’s the Way of the World (Film)
- 1982: Earth, Wind & Fire: In Concert
- 1992: The Eternal Vision
- 1994: 1994 World Tour in Japan
- 1995: Millenium Concert
- 1998: Live in japan
- 1999: The Ultimate Collection
- 2001: Earth, Wind & Fire Live (US: Gold)
- 2001: Shining Stars: The Official Story of Earth, Wind & Fire
- 2002: Earth, Wind & Fire: Live by Request
- 2004: Live form New York
- 2004: In Concert
- 2004: Earth, Wind & Fire: Live at Montreux 1997 (US: Gold)
- 2005: The Collection
- 2005: Chicago & Earth, Wind & Fire – Live at the Greek Theatre (US: Platin)
- 2005: Live at Red Rocks
- 2006: Rock Legend
- 2007: Live in Tokyo
- 2008: Live in Japan

## Boxsets
| Jahr | Titel Musiklabel     | Höchstplatzierung, Gesamtwochen, AuszeichnungChartplatzierungen (Jahr, Titel, Musiklabel, Platzierungen, Wochen, Auszeichnungen, Anmerkungen) | Höchstplatzierung, Gesamtwochen, AuszeichnungChartplatzierungen (Jahr, Titel, Musiklabel, Platzierungen, Wochen, Auszeichnungen, Anmerkungen) | Höchstplatzierung, Gesamtwochen, AuszeichnungChartplatzierungen (Jahr, Titel, Musiklabel, Platzierungen, Wochen, Auszeichnungen, Anmerkungen) | Höchstplatzierung, Gesamtwochen, AuszeichnungChartplatzierungen (Jahr, Titel, Musiklabel, Platzierungen, Wochen, Auszeichnungen, Anmerkungen) | Höchstplatzierung, Gesamtwochen, AuszeichnungChartplatzierungen (Jahr, Titel, Musiklabel, Platzierungen, Wochen, Auszeichnungen, Anmerkungen) | Höchstplatzierung, Gesamtwochen, AuszeichnungChartplatzierungen (Jahr, Titel, Musiklabel, Platzierungen, Wochen, Auszeichnungen, Anmerkungen) | Anmerkungen                              |
| Jahr | Titel Musiklabel     | DE | AT | CH | UK | US | R&B | Anmerkungen                              |
| ---- | -------------------- | --- | --- | --- | --- | --- | --- | ---------------------------------------- |
| 2020 | Gold Crimson Records | — | — | — | UK48 (1 Wo.)UK | — | — | Erstveröffentlichung: 25. September 2020 |

Weitere Boxsets
- 1992: The Eternal Dance (3-CD-Set; Columbia Records)

## Statistik

### Chartauswertung
|                     | DE     | AT    | CH    | UK     | US     | R&B      |
| ------------------- | ------ | ----- | ----- | ------ | ------ | -------- |
| Nummer-eins-Alben   | DE—DE  | AT—AT | CH—CH | UK—UK  | US2US  | R&B6R&B  |
| Top-10-Alben        | DE—DE  | AT—AT | CH—CH | UK5UK  | US8US  | R&B16R&B |
| Alben in den Charts | DE10DE | AT1AT | CH4CH | UK13UK | US24US | R&B29R&B |

|                       | DE    | AT    | CH    | UK     | US     | R&B      |
| --------------------- | ----- | ----- | ----- | ------ | ------ | -------- |
| Nummer-eins-Singles   | DE—DE | AT—AT | CH—CH | UK—UK  | US1US  | R&B8R&B  |
| Top-10-Singles        | DE—DE | AT—AT | CH—CH | UK4UK  | US7US  | R&B20R&B |
| Singles in den Charts | DE5DE | AT—AT | CH1CH | UK21UK | US33US | R&B49R&B |

### Auszeichnungen für Musikverkäufe
| Goldene Schallplatte - Argentinien - 1999: für das Album Big Hits & Remixes - Frankreich - 1994: für das Album Earth, Wind & Fire - Italien - 2019: für die Single Boogie Wonderland - 2023: für die Single Let’s Groove - Japan - 1995: für das Album Millenium - 1996: für das Album The Eternal Dance - 2002: für das Album Greatest Hits - 2005: für das Album The Best Of – Vol. 1 - 2011: für die Single Fantasy (Mobile Downloads) - 2013: für die Single September (Mobile Downloads) - Kanada - 1978: für das Album All ’n All - 1982: für das Album Raise - Neuseeland - 1979: für das Album I Am - Niederlande - 1979: für das Album All ’n All - 1980: für das Album The Best Of – Vol. 1 - 1982: für das Album Raise - 2002: für das Album The Dutch Collection | 2× Goldene Schallplatte - Frankreich - 1997: für das Album The Very Best Of - 2001: für das Album The Best Of – Vol. 1 Platin-Schallplatte - Dänemark - 2024: für die Single Let’s Groove - 2025: für die Single Boogie Wonderland - Kanada - 1979: für das Album I Am - 1979: für das Album The Best Of – Vol. 1 - 2006: für das Videoalbum Chicago & Earth, Wind & Fire – Live at the Greek Theatre - Neuseeland - 1979: für das Album Greatest Hits - 2022: für die Single Boogie Wonderland - Niederlande - 1979: für das Album I Am 2× Platin-Schallplatte - Dänemark - 2024: für die Single September - Italien - 2024: für die Single September - Neuseeland - 2024: für die Single Let’s Groove | 7× Goldene Schallplatte - Mexiko - 2020: für die Single September 6× Platin-Schallplatte - Neuseeland - 2024: für die Single September 8× Platin-Schallplatte - Australien - 2023: für die Single September |

Anmerkung: Auszeichnungen in Ländern aus den Charttabellen bzw. Chartboxen sind in ebendiesen zu finden.
| Land/RegionAuszeichnungen für Musikverkäufe (Land/Region, Auszeichnungen, Verkäufe, Quellen) | Silber     | Gold       | Platin       | Verkäufe   | Quellen                       |
| -------------------------------------------------------------------------------------------- | ---------- | ---------- | ------------ | ---------- | ----------------------------- |
| Argentinien (CAPIF)                                                                          | —          | Gold1      | —            | 30.000     | capif.org.ar                  |
| Australien (ARIA)                                                                            | —          | —          | 8× Platin8   | 560.000    | aria.com.au                   |
| Dänemark (IFPI)                                                                              | —          | —          | 4× Platin4   | 360.000    | ifpi.dk                       |
| Deutschland (BVMI)                                                                           | —          | —          | Platin1      | 500.000    | musikindustrie.de             |
| Frankreich (SNEP)                                                                            | —          | 5× Gold5   | —            | 500.000    | snepmusique.com               |
| Italien (FIMI)                                                                               | —          | 2× Gold2   | 2× Platin2   | 275.000    | fimi.it                       |
| Japan (RIAJ)                                                                                 | —          | 6× Gold6   | —            | 600.000    | riaj.or.jp JP2                |
| Kanada (MC)                                                                                  | —          | 2× Gold2   | 3× Platin3   | 310.000    | musiccanada.com               |
| Mexiko (AMPROFON)                                                                            | —          | Gold1      | 3× Platin3   | 210.000    | amprofon.com.mx               |
| Neuseeland (RMNZ)                                                                            | —          | Gold1      | 10× Platin10 | 287.500    | aotearoamusiccharts.co.nz NZ2 |
| Niederlande (NVPI)                                                                           | —          | 4× Gold4   | Platin1      | 290.000    | nvpi.nl                       |
| Schweiz (IFPI)                                                                               | —          | Gold1      | —            | 25.000     | hitparade.ch                  |
| Vereinigte Staaten (RIAA)                                                                    | —          | 15× Gold15 | 28× Platin28 | 38.200.000 | riaa.com                      |
| Vereinigtes Königreich (BPI)                                                                 | 4× Silber4 | 5× Gold5   | 8× Platin8   | 5.360.000  | bpi.co.uk                     |
| Insgesamt                                                                                    | 4× Silber4 | 43× Gold43 | 68× Platin68 |            |                               |